# Rough and Rowdy Ways
Rough and Rowdy Ways é o 39º álbum de estúdio do cantor e compositor americano Bob Dylan, lançado em 19 de junho de 2020 pela Columbia Records . É o primeiro álbum de músicas originais de Dylan desde o seu álbum de 2012, Tempest, após uma trilogia de álbuns que cobriam os padrões pop tradicionais .
O álbum foi precedido pelos singles "Murder Most Foul", "I Contain Multitudes" e "False Prophet". Rough and Rowdy Ways foi lançado como um álbum duplo . Possui contribuições de Fiona Apple e Blake Mills .

## Lançamento
Em 27 de março de 2020, o single "Murder Most Foul" foi lançado sem aviso prévio. Foi a primeira música original de Dylan desde 2012. Em 17 de abril de 2020, "I Contain Multitudes", um segundo single, foi lançado.
Rough and Rowdy Ways foi anunciado oficialmente em 8 de maio de 2020. O terceiro single do álbum, "False Prophet", foi lançado no mesmo dia. Em 11 de junho de 2020, o canal do YouTube de Bob Dylan revelou a lista completa de faixas.

## Recepção critica
As avaliações iniciais foram extremamente positivas, obtendo uma classificação de 97/100 do Metacritic com base em 13 avaliações. Neil McCormick, do Telegraph, premiou o álbum com cinco estrelas em cinco.  Anne Margaret Daniel, revisando para a Hot Press, disse que " Rough and Rowdy Ways é um registro que precisamos no momento e que perdurará". Mikael Wood, no Los Angeles Times, disse que o álbum "lança uma maravilha após a outra". Ao escrever para Slate, Carl Wilson chamou o lançamento de Dylan de melhor em "muitos anos, talvez décadas" pela amplitude de suas referências culturais e pela profundidade das letras e composições de Dylan. Jon Pareles, principal crítico de música do The New York Times, classificou o álbum como "Critic's Pick", descrevendo suas músicas como "partes iguais assombradas pela morte e insensatas", rivalizando com a "convicção sombria e humilhada de seus álbuns" Time Out of Mind ”(1997) e“ ' Love and Theft ' ”(2001)." 

## Elogios
| Publicação    | Elogios                                           | Posição |
| ------------- | ------------------------------------------------- | ------- |
| Rolling Stone | Rolling Stone's 50 Best Albums of 2020 – Mid-Year | 7       |
| Stereogum     | Stereogum's 50 Best Albums of 2020 – Mid-Year     | 22      |

## Lista de faixas
| Lista de músicas de 'Rough and Rowdy Ways |                                              |         |  |
| N.º                                       | Título                                       | Duração |  |
| 1.                                        | "I Contain Multitudes"                       | 4:36    |  |
| 2.                                        | "False Prophet"                              | 6:00    |  |
| 3.                                        | "My Own Version of You"                      | 6:41    |  |
| 4.                                        | "I've Made Up My Mind to Give Myself to You" | 6:32    |  |
| 5.                                        | "Black Rider"                                | 4:12    |  |
| 6.                                        | "Goodbye Jimmy Reed"                         | 4:13    |  |
| 7.                                        | "Mother of Muses"                            | 4:29    |  |
| 8.                                        | "Crossing the Rubicon"                       | 7:22    |  |
| 9.                                        | "Key West (Philosopher Pirate)"              | 9:34    |  |
| 10.                                       | "Murder Most Foul"                           | 16:54   |  |
| Duração total:                            | Duração total:                               | 70:33   |  |

## Equipe
- Bob Dylan  - vocais, guitarra, produção
- Fiona Apple  - vocais
- Ian Berry  - fotografia
- Bob Britt  - violão
- Greg Calbi  - domínio
- Matt Chamberlain  - bateria
- Josh Cheuse  - Projeto
- Tony Garnier  - baixo
- Donnie Herron  - violão, violino, acordeão
- Joseph Lorge  - assistente de engenharia
- Blake Mills
- Alan Pasqua
- Tommy Rhodes
- Charlie Sexton  - violão
- Chris Shaw  - engenharia, mistura
- Benmont Tench